# Argentinomyia
Argentinomyia là một chi ruồi trong họ Syrphidae.